# William Gadsby
William Gadsby (Attleborough, 3 gennaio 1773 – Manchester, 27 gennaio 1844) è stato un predicatore inglese.
Gadsby è considerato uno dei principali esponenti della corrente riformata (calvinista) del Battismo inglese, detta anche "battista stretta" o "particolare". Gadsby è pure noto nella storia dell'innologia evangelica.

## Biografia
Per 38 anni William Gadsby è stato pastore della Chiesa battista (Stretta) di Manchester molto noto ai suoi giorni come valente predicatore, evangelista e compositore di inni. Si dice che nella sua attività di predicatore abbia viaggiato per più di 60.000 miglia, molte delle quali a piedi ed abbia predicato quasi 12.000 sermoni. È stato strumentale nella creazione di 40 nuovi luoghi di culto battisti.
Ha compilato una selezione di inni, incluse proprie composizioni e l'intera collezione di inni di Joseph Hart, pubblicandoli poi in un innario ancora oggi in uso nelle chiese battiste riformate di stretta osservanza.
Con suo figlio John lancia del 1835 la rivista The Gospel Standard di cui è stato il primo direttore, come pure nel 1857 la rivista Friendly Companion, ancora oggi in circolazione.
I sermoni di William Gadsby sono ancora oggi ripubblicati.

## L'innario del Gadsby
William Gadsby nel 1814, (seconda edizione 1838) prende l'iniziativa di pubblicare una raccolta di canti da usarsi nel culto comunitario delle chiese sotto la sua supervisione. La sua iniziativa è motivata da diverse ragioni. Fino ad allora le sue comunità, per quanto riguarda il canto, avevano usato raccolte di diversa origine, fra le quali: Psalms and Hymns di Isaac Watts, la raccolta di John Rippon, tre edizioni diverse delle composizioni di Joseph Hart. Gadsby sente come la situazione sia insoddisfacente, molti di questi sono difficili a cantarsi, altri presentano variazioni da edizione ad edizione e confondono chi li canta, altri ancora, e questo gli sembra più grave, sono teologicamente discutibili. Giunge così a raccogliere quella che alla fine si rivelerà una raccolta, in un un'unica pubblicazione, di 1156 canti, rispondenti a criteri di conformità all'insegnamento biblico secondo le persuasioni dei battisti riformati. Nella prefazione il Gadsby ci tiene a rilevare come si tratta di canti "free from Arminianism" (liberi da influenze arminiane).
L'ultima edizione, ancora oggi usata dalle chiese battiste "strette e particolari", sotto il titolo: "A Selection of Hymns for Public worship by William Gadsby", comprende sei sezioni: (1) la selezione originale; (2) inni composti dal Gadsby; (3) un supplemento dello stesso Gadsby; (4) inni del Hart; (5) supplemento di Joseph C. Philpot; (6) inni per diverse occasioni. Normalmente questa raccolta viene stampata in un volume contenente i testi ed in un secondo volume contenente le sole partiture musicali a quattro voci delle melodie, in genere melodie popolari del mondo evangelico anglosassone. Melodie e testi spesso, avendo la stessa metrica, sono interscambiabili. Esistono oggi tentativi di porre molti degli inni del Gadsby con musiche che riflettano la sensibilità moderna.
L'edizione attuale comprende inni dei seguenti autori: Joseph Hart (219); William Gadsby (173); Isaac Watts (145) John Berridge (72); John Newton (63) John Kent (51); Charles Wesley (41); Thomas Kelly (34); Samuel Medley (31); Anne Steele (27); Augustus M. Toplady (24); Richard Burnham (22); Henry Fowler (20); William Cowper (18); Joseph Swain (18); Daniel Herbert (12); Benjamin Beddome (10); John Fawcett (10); William Hammond (10); John Stevens (9); John Adams (9); Phillip Doddridge (8); John Cennick (6).